# Operatie Faust

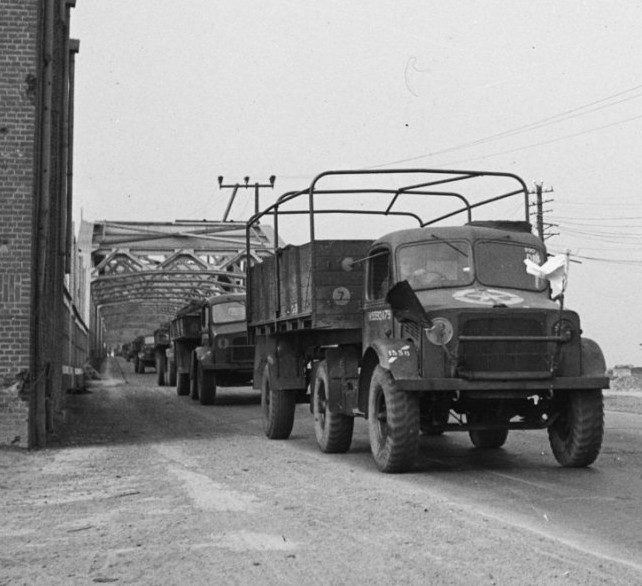
Voedseltransport door 930th General Transport Company op de brug bij Grave in de richting van Nijmegen.

Operatie Faust trad op 2 mei 1945 na het ratificeren van het Akkoord van Achterveld in werking en hield het transport over de weg voor de distributie van levensmiddelen voor de hongerende bevolking in het westen van Nederland in. 
Deze operatie was vrijwel tegelijkertijd met de vliegtuigdroppings van de Operatie Manna en Chowhound van start gegaan en hield het transport naar het tot neutraal gebied verklaarde gebied Nude, gelegen tussen Rhenen en Wageningen in. De operatie viel onder het commando van 1st Canadian Corps, Luitenant-Kolonel E.A. DeGeer had de taak gekregen om leiding te geven aan deze operatie. 
Vanaf het overslagpunt in de neutraal verklaarde Nude reden de Nederlandse chauffeurs met vrachtwagens naar onder andere de Groenteveiling in Utrecht. Voor het transport vanaf de Nude naar Utrecht hadden de Britse en Canadese strijdkrachten 200 Dodge D60L vrachtwagens beschikbaar gesteld.
De Britse en Canadese pelotons van het Royal Army Service Corps voerden het voedsel aan vanuit een vooruitgeschoven depot in Ede, gelegen op het terrein van de ENKA fabriek, en een depot bij het station van Nijmegen. De pelotons reden af en aan tussen 7:00 en 18:00 naar de overslagplaats langs de weg door de Nude tussen Wageningen en De Grebbe , waar de goederen werden overgeladen en in andere vrachtwagens verder naar Utrecht werden gebracht. Vanuit Utrecht zou het voedsel weer verder worden gedistribueerd over het nog bezette westelijk deel van Nederland. Dat vond plaats na 10 mei 1945.
De voedselpakketten bestonden onder meer uit: biscuits, blikken vlees, vet, gecondenseerde melk, suiker en zout. 